# Харрис, Лора
Лора Харрис (англ. Laura Harris; род. 20 ноября 1976) — канадская актриса, наиболее известная по ролям в фильме «Факультет» и сериалам «Мёртвые, как я» и «Женский клуб расследований убийств».

## Ранние годы
Родилась в Ванкувере, Британская Колумбия, в семье школьных учителей. Она училась в школе Crofton House School. С пяти лет принимала участие в радиопостановках, озвучивании мультфильмов и съёмках на телевидении.

## Карьера
Харрис начала карьеру в большом кино с эпизодической роли в картине 1990 года «Оно», экранизации одноимённого романа Стивена Кинга. В 1992 году Лора озвучивала Ясноглазку в мультсериале «Истории моего маленького пони». В 1998 году она сыграла роль царицы пришельцев по имени Мэрибет в триллере Роберта Родригеса «Факультет».
Харрис получила известность благодаря ролям жнеца Дейзи Эдер в телесериале «Мёртвые, как я» и Мэри Уорнер в остросюжетном сериале «24 часа» с Кифером Сазерлендом в главной роли.
Также Харрис является совладелицей продюсерской компании Rocket Chicken International Pictures, которую она основала вместе с другом.

## Избранная фильмография
| Год       |    | Русское название                   | Оригинальное название             | Роль                           |
| --------- | -- | ---------------------------------- | --------------------------------- | ------------------------------ |
| 1990      | с  | Оно                                | It                                | Лони                           |
| 1992      | ф  | Оставайтесь с нами                 | Stay Tuned                        | первая подруга                 |
| 1992      | мс | Истории моего маленького пони      | My Little Pony Tales              | Ясноглазка                     |
| 1994      | с  | Одиссея                            | The Odyssey                       | вампир                         |
| 1994      | с  | Горец                              | Highlander: The Series            | Джулия Ренквист                |
| 1995      | с  | Секретные материалы                | The X-Files                       | Андреа                         |
| 1996      | тф | Сабрина — маленькая ведьма         | Sabrina the Teenage Witch         | Фредди                         |
| 1996      | с  | Скользящие                         | Sliders                           | Марго Холл                     |
| 1997      | с  | Полтергейст: Наследие              | Poltergeist: The Legacy           | Трейси Ласкер                  |
| 1997—2000 | с  | За гранью возможного               | The Outer Limits                  | Мона Лиза 37Х / Сара Хейворд   |
| 1998      | ф  | Факультет                          | The Faculty                       | Мэрибет Луиз Хатчинсон         |
| 1999      | с  | Вспомнить всё 2070                 | Total Recall 2070                 | Элана                          |
| 2002—2003 | с  | 24 часа                            | 24                                | Мэри Уорнер                    |
| 2003      | с  | Джейк 2.0                          | Jake 2.0                          | Анжела Хэмилтон / Анджела Райт |
| 2003—2004 | с  | Мёртвые, как я                     | Dead Like Me                      | Дейзи Эдер                     |
| 2005—2006 | с  | Мёртвая зона                       | The Dead Zone                     | Миранда Эллис                  |
| 2006      | ф  | Изоляция                           | Severance                         | Мэгги                          |
| 2006      | с  | Звёздные врата: Атлантида          | Stargate Atlantis                 | Нола                           |
| 2007      | с  | C.S.I.: Место преступления         | CSI: Crime Scene Investigation    | Дайен Кентнер                  |
| 2007—2008 | с  | Женский клуб расследований убийств | Women’s Murder Club               | Джилл Бернхардт                |
| 2009      | с  | Притяжению вопреки                 | Defying Gravity                   | Зои Барнс                      |
| 2010      | с  | Хранилище 13                       | Warehouse 13                      | Лорен Эндрюс                   |
| 2011      | тф | Вызывая бурю                       | Snowmageddon                      | Бет Миллер                     |
| 2014      | мс | Халк и агенты У.Д.А.Р.             | Hulk and the Agents of S.M.A.S.H. | Эллои Кайфи                    |